# Jan Bogaart
Jan Bogaart diende de Admiraliteit van Amsterdam.
Hij voerde het commando over het adviesjacht Egmond bij de Slag bij Solebay in 1672. In 1673 had hij de leiding over het Fregat Bommel bij de Slag bij Kijkduin.